# Psephenops smithi
Psephenops smithi là một loài bọ cánh cứng trong họ Psephenidae. Loài này được Grouvelle miêu tả khoa học đầu tiên năm 1898.